# Círculo generalizado

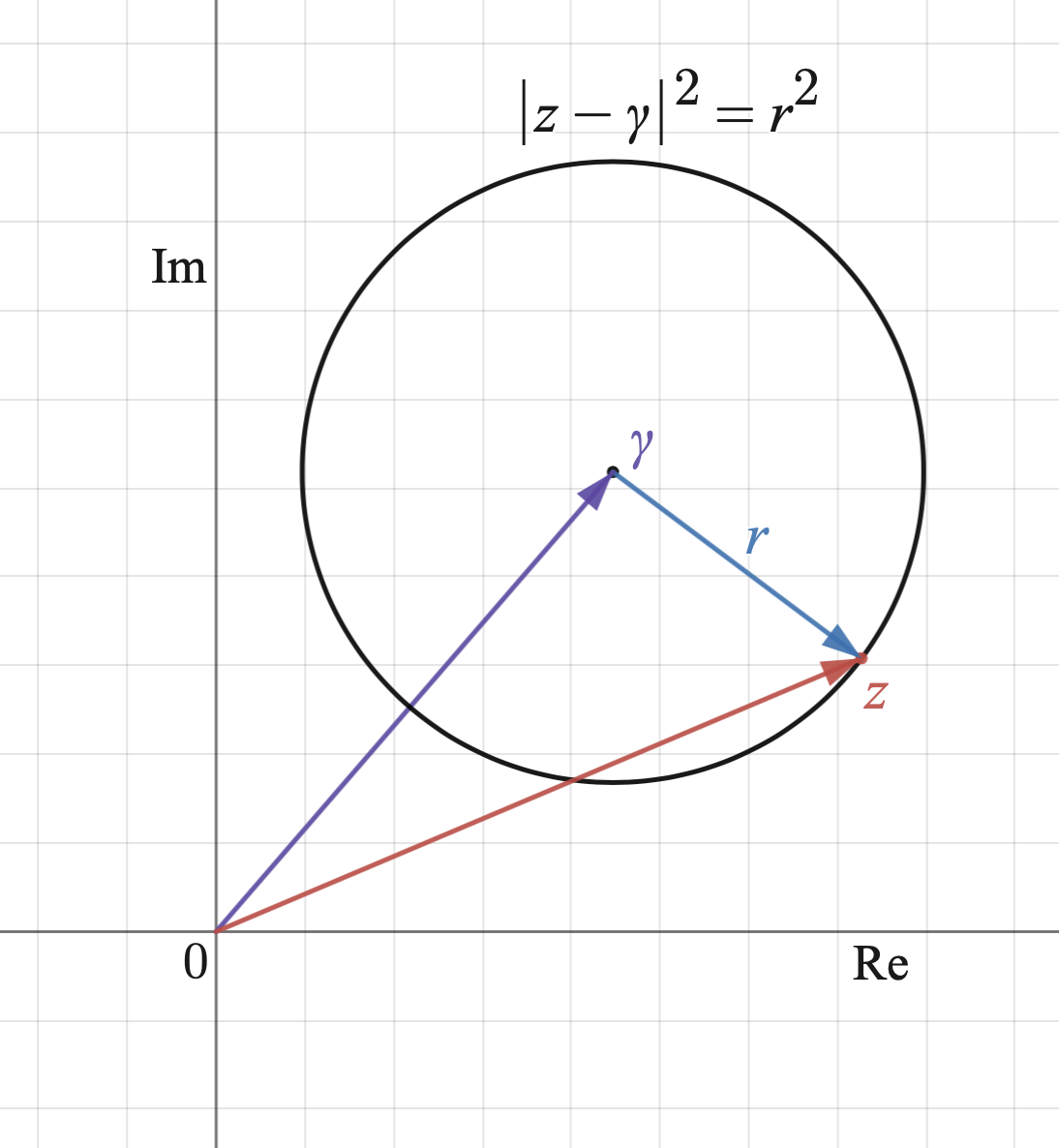
Una circunferencia en el plano complejo especificada como una ecuación implícita en términos de centro y radio

En geometría, un círculo generalizado (o también circunferencia generalizada), a veces denominado clina o circuclina, es un concepto que engloba a rectas y circunferencias en algunas geometrías.
El escenario natural de los círculos generalizados es el plano extendido, un plano junto con un punto del infinito por el que se considera que pasa toda recta. Dados tres puntos distintos en el plano extendido, existe precisamente una circunferencia generalizada que pasa por los tres.
A veces aparecen circunferencias generalizadas en geometría euclídea, que tiene una noción bien definida de distancia entre puntos, y donde cada circunferencia tiene un centro y un radio: el punto en el infinito puede considerarse infinitamente distante de cualquier otro punto, y una línea recta puede considerarse como una circunferencia degenerada sin centro bien definido y con radio infinito (curvatura cero). Una reflexión a través de una línea recta es un isometría euclidiana (transformación que preserva la distancia), que asigna rectas a rectas y circunferencias a circunferencias. Pero una inversión respecto a una circunferencia no lo es, distorsionando distancias y haciendo corresponder a cualquier recta una circunferencia que pasa por el centro de la circunferencia de referencia, y viceversa.
Sin embargo, los círculos generalizados son fundamentales para la geometría inversiva, en la que las circunferencias y las líneas rectas se consideran indistinguibles, el punto en el infinito no se distingue de ningún otro punto y se ignoran las nociones de curvatura y distancia entre puntos. En geometría inversiva, las reflexiones, las inversiones y, más generalmente, sus composiciones, llamadas transformaciones de Möbius, asignan círculos generalizados a círculos generalizados y preservan las relaciones inversas entre objetos.
El plano extendido se puede identificar con la esfera usando una proyección estereográfica. El punto en el infinito se convierte entonces en un punto ordinario de la esfera, y todos los círculos generalizados se convierten en círculos de la esfera.

## Plano complejo extendido
El plano euclídeo extendido se puede identificar con la esfera de Riemann, de modo que las ecuaciones de números complejos se pueden utilizar para describir rectas, circunferencias e inversiones.

### Ecuación lineal en dos variables
Una circunferencia {\displaystyle \Gamma } es el conjunto de puntos {\displaystyle z} en un plano que se encuentran a una distancia de un radio {\displaystyle r} desde un punto central {\displaystyle \gamma .}
{\displaystyle \Gamma (\gamma ,r)=\{z:{\text{la distancia entre}}\;z\;{\text{y}}\;\gamma \;{\text{es}}\;r\}}
En el plano complejo, {\displaystyle \gamma } es un número complejo y {\displaystyle \Gamma } es un conjunto de números complejos. Usando la propiedad de que un número complejo multiplicado por su conjugado es el cuadrado de su módulo (su distancia euclidiana desde el origen), una función implícita para {\displaystyle \Gamma } es:
{\displaystyle {\begin{aligned}r^{2}&=\left|z-\gamma \right|^{2}=(z-\gamma ){\overline {(z-\gamma )}}\\[5mu]0&=z{\bar {z}}-{\bar {\gamma }}z-\gamma {\bar {z}}+\left(\gamma {\bar {\gamma }}-r^{2}\right).\end{aligned}}}
Esta es una ecuación homogénea polinómica con dos variables en términos de la variable compleja {\displaystyle z} y su conjugado {\displaystyle {\bar {z}}}, que adopta la forma
{\displaystyle Az{\bar {z}}+Bz+C{\bar {z}}+D=0,}
donde los coeficientes {\displaystyle A} y {\displaystyle D} son números reales, y {\displaystyle B} y {\displaystyle C} son conjugados.
Al dividir por {\displaystyle A} y luego invertir los pasos anteriores, el radio {\displaystyle r} y el centro {\displaystyle \gamma } se pueden recuperar de cualquier ecuación de esta forma. La ecuación representa un círculo generalizado en el plano cuando {\displaystyle r} es real, lo que ocurre cuando {\displaystyle AD<BC}, de modo que el radio al cuadrado {\displaystyle r^{2}=(BC-AD)/A^{2}} es positivo. Cuando {\displaystyle A} es cero, la ecuación define una línea recta.

### Recíproco complejo
Que la transformación recíproca {\displaystyle z\mapsto w=1/z} asigna círculos generalizados a círculos generalizados es sencillo de verificar:
{\displaystyle {\begin{aligned}0&=Az{\bar {z}}+Bz+C{\bar {z}}+D\\[5mu]&={\frac {A}{w{\bar {w}}}}+{\frac {B}{w}}+{\frac {C}{\bar {w}}}+D\\[5mu]&=A+B{\bar {w}}+Cw+Dw{\bar {w}}\\[5mu]&=D{\bar {w}}w+Cw+B{\bar {w}}+A.\end{aligned}}}
Las líneas rectas que pasan por el origen ({\displaystyle A=D=0}) se asignan a líneas que pasan por el origen; las líneas que no pasan por el origen ({\displaystyle A=0,D\neq 0}) se asignan a circunferencias que pasan por el origen; las circunferencias a través del origen ({\displaystyle A\neq 0,D=0}) se transforman en líneas rectas que no pasan por el origen; y las circunferencias que no pasan por el origen ({\displaystyle A\neq 0,D\neq 0}) se asignan a circunferencias que no pasan por el origen.

### Representación matricial compleja
La ecuación definitoria de un círculo generalizado
{\displaystyle 0=Az{\bar {z}}+Bz+C{\bar {z}}+D}
se puede escribir como una ecuación matricial
{\displaystyle 0={\begin{pmatrix}z&1\end{pmatrix}}{\begin{pmatrix}A&B\\C&D\end{pmatrix}}{\begin{pmatrix}{\bar {z}}\\1\end{pmatrix}}.}
Simbólicamente,
{\displaystyle 0=\mathbf {z} ^{\text{T}}{\mathfrak {C}}\,{\bar {\mathbf {z} }},}
con coeficientes colocados en una matriz hermitiana invertible {\displaystyle {\mathfrak {C}}={\mathfrak {C}}^{\dagger }} que representa el círculo y {\displaystyle \mathbf {z} ={\begin{pmatrix}z&1\end{pmatrix}}^{\text{T}}} un vector que representa un número complejo extendido.
Dos de estas matrices especifican el mismo círculo generalizado si y solo si, una es un múltiplo escalar de la otra.
Para transformar el círculo generalizado representado por {\displaystyle {\mathfrak {C}}} mediante una transformación de Möbius {\displaystyle {\mathfrak {H}},} se debe aplicar la inversa de la transformación de Möbius {\displaystyle {\mathfrak {G}}={\mathfrak {H}}^{-1}} al vector {\displaystyle \mathbf {z} } en la ecuación implícita:
{\displaystyle {\begin{aligned}0&=\left({\mathfrak {G}}\mathbf {z} \right)^{\text{T}}{\mathfrak {C}}\,{\overline {({\mathfrak {G}}\mathbf {z} )}}\\[5mu]&=\mathbf {z} ^{\text{T}}\left({\mathfrak {G}}^{\text{T}}{\mathfrak {C}}{\bar {\mathfrak {G}}}\right){\bar {\mathbf {z} }},\end{aligned}}}
Entonces, la nueva circunferencia puede representarse mediante la matriz {\displaystyle {\mathfrak {G}}^{\text{T}}{\mathfrak {C}}{\bar {\mathfrak {G}}}.}